# Berteroa mutabilis
Berteroa mutabilis är en korsblommig växtart som först beskrevs av Étienne Pierre Ventenat, och fick sitt nu gällande namn av Dc. Berteroa mutabilis ingår i släktet sandvitor, och familjen korsblommiga växter. Inga underarter finns listade i Catalogue of Life.